# Reflex (revue)
Pour les articles homonymes, voir reflex.

Reflex est une revue artistique parue  en septembre-octobre 1948. Elle  est l'organe du Groupe Expérimental Hollandais Experimentele Groep in Holland, précurseur de  CoBrA, fondé par Karel Appel,  Constant Nieuwenhuys, Corneille, Theo Wolvecamp, Anton Rooskens Jan Nieuwenhuys et de nombreux artistes néerlandais, en révolte contre l'art culturel.   Elle est présentée à la Bibliothèque Kandinsky . La revue appelle à retrouver le naturel et la spontanéité dans l'art, et s'oppose aux conventions modernistes de l'après-guerre. 

## Les parutions
Reflex paraît en deux numéros peu avant la fondation du mouvement CoBrA qu'elle précède et que le Groupe Expérimental Hollandais co-fonde.
Dans le premier numéro  Constant publie un manifeste en réponse à l'appel  lancé par Asger Jorn dans Helhesten. Constant appelle à une révolution dans l'art, au travail collectif des artistes, à la libération de l 'art, à la non-conformité. Il annonce la fin de la culture individualiste liée à la société bourgeoise, et pose comme conséquence la nécessité de découvrir de nouvelles lois pour une nouvelle esthétique qui sera celle de l'art populaire Le premier numéro parait en octobre novembre. La couverture est  illustrée par Guillaume Corneille avec la reproduction d'une peinture  « au graphisme particulièrement déstructuré »  intitulée Ma chambre est en joie,. Le numéro 1 contient encore 4 lithographies de Appel, Constant, Nieuwenhuys, et Corneile
La couverture du numéro deux, œuvre de  Jacques Doucet est la reproduction d'une gravure sur bois intitulée Équilibristes, dont  un exemplaire est conservé au Centre Pompidou avec la description « huile sur papier goudronné contrecollé sur bois ». Elle contient encore 4 lithographies de Constant, Nieuwenhuys, Eugène Brands et Rooskens.

## Extraits du manifeste de Constant
Dans le manifeste de Constant  on trouve des déclarations qui pourraient être attribuées à Jean Dubuffet. Bien que, selon Jean-Clarence Lambert : « il y ait une certaine distance entre l'anti-intellectualisme de Dubuffet et le joyeux primesaut de  Corneille dont une peinture illustre la publication. »
Le texte de l'article de Constant est publié intégralement par Willemijn Leonore Stokvis. Quelques extraits:
« L'art moderne... réduit à la pure et simple prolongation d'un style, produit destiné à une élite, l'art perd avec la disparition de celle-ci, son fondement social et ne rencontre sur son passage d'autre résistance que la critique savante d'un clan de connaisseurs et de dilettantes Un art du peuple n'est pas un art répondant à des normes fixées par le peuple. Aussi longtemps qu'on ne lui enseignera pas autre chose, c'est-à-dire aussi longtemps qu'il ne participera pas activement à la création culturelle, le peuple n'attendra rien d'autre que ce dont il s'est nourri....Mais l'art populaire est une manifestation de la vie impulsée par un désir naturel d'exprimer le vécu. Il n'a pas à résoudre les problèmes posés par une idée préconçue de la beauté Il ne connait d'autres règles que l'expressivité et donne spontanément forme à ce que lui fournit l'intuition. La valeur de l'art populaire réside dans le fait qu'il laisse la plus large place possible à l'activité de l'inconscient, justement parce qu'il est l'expression de l'informe, ce qui ouvre de large voies à l'exploration des mystères de la vie. »
« Le cycle révolutionnaire appelé évolution de l'art est entré dans sa phase finale. Briser les liens stylistiques que l'impressionnisme a contribué à desserrer, que le cubisme, en réaction contre l’impressionnisme, mit à découvert, suivi par le constructivisme, et le néo-plasticisme. C'est aussi en finir avec l'art en tant qu'idéal esthétique dominant la vie. Il est évident que ce que nous nommons génie n'est autre qu'une force déployée pour se délivrer du corset de l'esthétique dominante, voire même pour s'écarter de cette même esthétique.... Si l'on se penche sur la façon dont se comportent certains groupes humains comme par exemple, les enfants q... nous constatons qu'il n'y  a guère de différence entre le beau et le laid. L'enfant ne connaît d'autres règles que sa spontanéité... »
« La seule solution consiste à jeter par-dessus bord tout le patrimoine culturel (celui du négativisme moderniste aussi bien que celui du surréalisme, de l’existentialisme et de tous les autres ismes anachroniques). Au cours de ce processus de libération, Ils (les artistes) ont compris que la culture, par sa nature même ne rend pas possible l'expression artistique, mais au contraire la rend impossible. »